# خراردو تورادو
خراردو تورادو دیس ده بونیا (اسپانیایی: Gerardo Torrado Díez de Bonilla‎؛ زادهٔ ۳۰ آوریل ۱۹۷۹) بازیکن فوتبال سابق اهل مکزیک است.
وی همچنین در تیم ملی فوتبال مکزیک بازی کرده‌است.

## آمار و اطلاعات

### ملی
| تیم ملی مکزیک | تیم ملی مکزیک | تیم ملی مکزیک |
| سال           | تعداد بازی    | گل زده        |
| ------------- | ------------- | ------------- |
| ۱۹۹۹          | ۱۲            | ۱             |
| ۲۰۰۰          | ۸             | ۰             |
| ۲۰۰۱          | ۱۱            | ۰             |
| ۲۰۰۲          | ۷             | ۱             |
| ۲۰۰۳          | ۰             | ۰             |
| ۲۰۰۴          | ۶             | ۰             |
| ۲۰۰۵          | ۷             | ۰             |
| ۲۰۰۶          | ۹             | ۰             |
| ۲۰۰۷          | ۱۷            | ۲             |
| ۲۰۰۸          | ۱۱            | ۰             |
| ۲۰۰۹          | ۱۴            | ۱             |
| ۲۰۱۰          | ۱۶            | ۰             |
| ۲۰۱۱          | ۱۴            | ۰             |
| ۲۰۱۲          | ۲             | ۰             |
| ۲۰۱۳          | ۹             | ۰             |
| مجموع         | ۱۴۳           | ۰             |

### گل‌های ملی
| گل | تاریخ         | محل برگزاری                                          | حریف                | امتیاز | نتیجه              | رقابت                  |
| -- | ------------- | ---------------------------------------------------- | ------------------- | ------ | ------------------ | ---------------------- |
| ۱. | ۱۰ ژوئیه ۱۹۹۹ | Estadio Defensores del Chaco, آسونسیون، پاراگوئه     | پرو                 | ۳–۳    | ۴–۲ (ضربات پنالتی) | 1999 Copa América      |
| ۲. | ۹ ژوئن ۲۰۰۲   | ورزشگاه میاگی، ریفو، ژاپن                            | اکوادور             | ۲–۱    | 2–1                | جام جهانی فوتبال ۲۰۰۲  |
| ۳. | ۲ ژوئن ۲۰۰۷   | Estadio Alfonso Lastras, سان لوئیس پوتوسی، مکزیک     | ایران               | ۴–۰    | ۴–۰                | دوستانه                |
| ۴. | ۸ ژوئیه ۲۰۰۷  | Estadio Monumental de Maturín, ماتورین، ونزوئلا      | پاراگوئه            | ۲–۰    | ۶–۰                | 2007 Copa América      |
| ۵. | ۱۲ ژوئیه ۲۰۰۹ | ورزشگاه دانشگاه فینکس، گلندیل، آریزونا، ایالات متحده | جزیره گوادلوپ       | ۱–۰    | ۲–۰                | 2009 CONCACAF Gold Cup |
| ۶. | ۲۶ ژوئیه ۲۰۰۹ | ورزشگاه جاینتس، رادرفورد شرقی، ایالات متحده          | ایالات متحده آمریکا | ۱–۰    | ۵–۰                | 2009 CONCACAF Gold Cup |

## افتخارات

### باشگاهی
کروز آزول
- لیگ قهرمانان کونکاکاف (۱): ۲۰۱۴

### ملی
مکزیک
- جام کنفدراسیون‌ها (۱): ۱۹۹۹
- جام طلایی کونکاکاف (۳): ۲۰۰۳، ۲۰۰۹، ۲۰۱۱